# داني جالم
داني جالم (بالألمانية: Danny Galm) (17 مارس 1986 بميلتنبرغ في ألمانيا - ) هو لاعب كرة قدم ألماني في مركز الهجوم. شارك مع منتخب ألمانيا تحت 19 سنة للسيدات لكرة القدم. أما مع النوادي، فقد لعب مع إنيرجي كوتبوس وشتوتغارت كيكرز وفي إف بي شتوتغارت الثاني وEintracht Frankfurt II ‏ و1. FC Kaiserslautern II ‏ وSpVgg Neckarelz ‏.

## روابط خارجية
- داني جالم على موقع قاعدة بيانات كرة القدم.إي يو (الإنجليزية)
- داني جالم على موقع بيانات كرة القدم. دي إي (الألمانية)
- داني جالم على موقع عالم كرة القدم.نت (الإنجليزية)